# Cymatioa electilis
Cymatioa electilis är en musselart som först beskrevs av S. S. Berry 1963.  Cymatioa electilis ingår i släktet Cymatioa och familjen Lasaeidae. Inga underarter finns listade i Catalogue of Life.